# Радован Громадко
Радован Громадко (чеськ. Radovan Hromádko, нар. 16 травня 1969, Наход) — чеський футболіст, що грав на позиції півзахисника. Відомий за виступами в низці чеських клубів, а також національній збірній Чехії. Володар Кубка Чехії.

## Клубна кар'єра
У команді майстрів Радован Громадко дебютував 1986 року виступами за команду «Наход-Дештне», в якій грав до 1987 року. У 1987—1988 роках футболіст грав у складі команди «Яблонець», а в 1988—1990 роках грав у складі команди «Богеміанс 1905». У 1990 році Громадко повернувся до клубу «Наход-Дештне», в якому грав до 1991 року.
У 1991 році Радован Громадко знову став гравцем клубу «Яблонець», у якому цього разу грав до 1998 року, став гравцем основного складу команди, та став у його складі володарем Кубка Чехії.
У 1998 році чеський півзахисник став гравцем ізраїльського клубу «Маккабі» (Хайфа), в якому грав до 1999 року. У 1999 році футболіст повернувся на батьківщину до клубу «Вікторія» (Жижков), а в 2000 році став гравцем клубу «Пардубиці». Завершив ігрову кар'єру Громадко в нижчоліговій команді «Семілі», за яку виступав протягом 2001—2004 років.

## Виступи за збірну
У 1995 році Радован Громадко дебютував у складі національної збірної Чехії. У складі збірної грав до 1996 року, провів у її складі 2 матчі, в яких забитими голами не відзначився.

## Титули і досягнення
- Володар Кубка Чехії (1):

«Яблонець»: 1997–1998